# Sierteelt

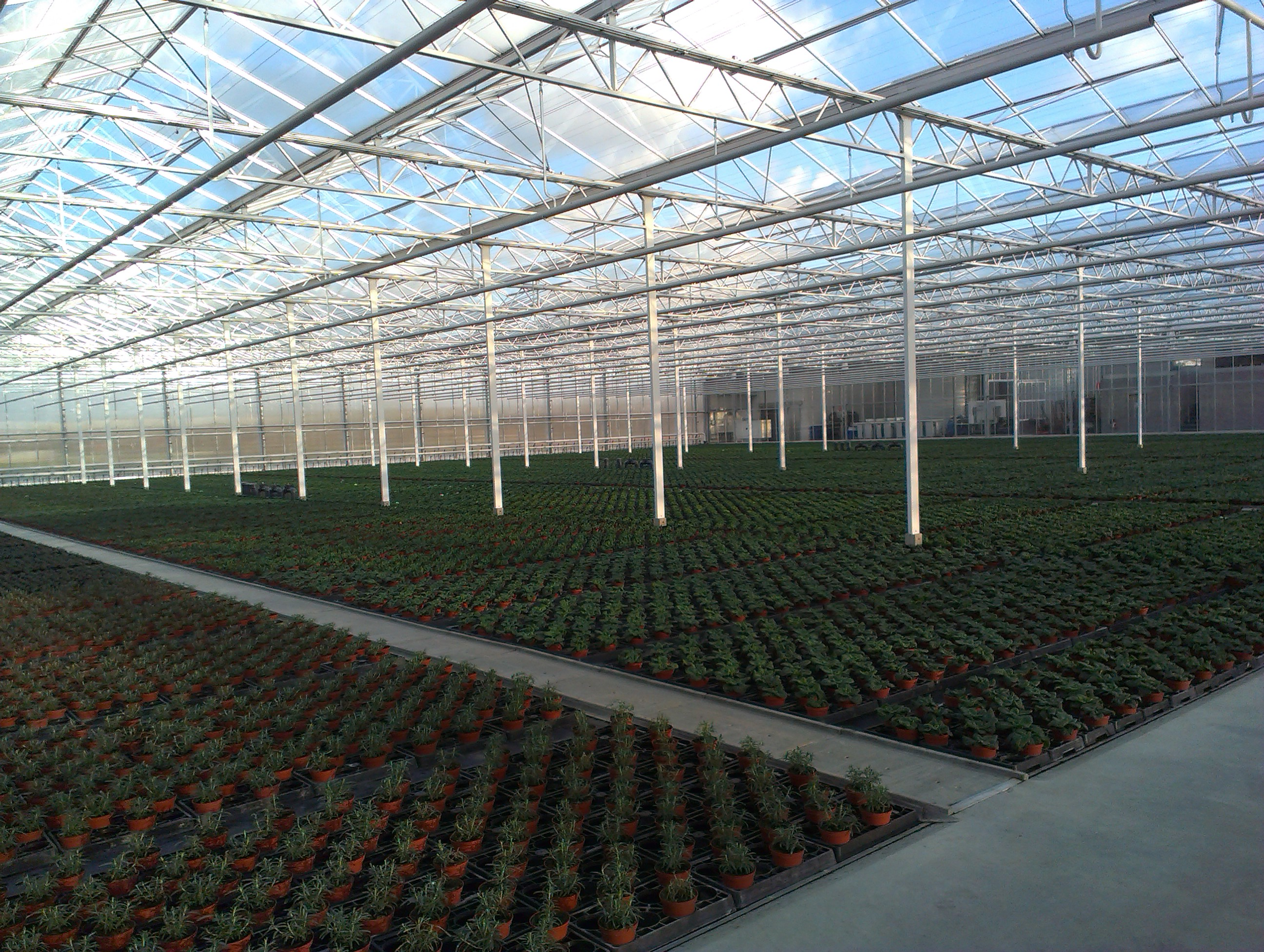
Kwekerij van potplanten

Sierteelt, ook wel floricultuur, is de teelt van siergewassen; planten die voornamelijk voor hun schoonheid en decoratieve waarde worden gekweekt. De teelt vindt zowel in de vollegrond (open teelt) als onder glas en in plastic tunnels plaats. De sierteelt i commercieel gezien een belangrijke en succesvolle tak van de tuinbouw en landbouw, bestaande uit verschillende sectoren over de hele wereld. 
In de loop van de geschiedenis zijn vele teeltmethodes ontwikkeld voor de honderden plantensoorten die met name in de bloemenindustrie worden gebruikt. Dit heeft tevens bijgedragen aan algemene kennis van de biologie van deze planten. Plantenveredeling heeft tienduizenden nieuwe genotypen voor menselijk gebruik opgeleverd. Lelies, tulpen, irissen, chrysanten, rozen en orchideeën zijn bloemen met een hoge commerciële vraag.

## Geschiedenis
Oorspronkelijk werden bloemen gebruikt bij de godsdienst en bij begrafenissen en geboorten. Later werden ook bloemen geteeld voor het bereiden van parfums, verfstoffen (indigo), voor medicinale doeleinden en als specerij (saffraan).
Bij de oude Egyptenaren waren de bloem van de lotus en het blad van de acanthus belangrijk. Afbeeldingen van de heilige lotus komen naast de bladmotieven van de acanthus in de gehele Egyptische kunst voor. De Germanen geloofden dat de hulst en de huislook de lievelingsplanten van de weergoden waren. In Oosterse tapijten zijn veel bloemen afgebeeld, zoals de lelie, iris en granaatappel.

### Griekse mythologie
In de Griekse mythologie komen ook bloemen voor. Zo zou uit de nectar die Eros tijdens de maaltijd van de goden laat vloeien de witte roos zijn ontstaan. Door het bloed van Aphrodite, die zich bezeerde aan de stekels, kleurde de roos rood. Uit het bloed van Adonis en Hyacinthus ontstonden de zomeradonis (kooltje vuur) en de hyacint. De narcis ontstond uit Narcissus en ook de krokus ontstond op een vergelijkbare wijze. Zeus tooide zich met de eik, Aphrodite met de mirte, Nikè met de palm en Apollon met de laurier. De Eirene werd vaak voorgesteld door een olijftak.

### Romeinen
De Romeinen gebruikten ter versiering van maaltijden bij feesten veel bloemen. Zo liet Nero zelfs in de winter per schip rozen uit Egypte halen. Ook werden de helden getooid met de lauwerkrans.

### Latere tijd

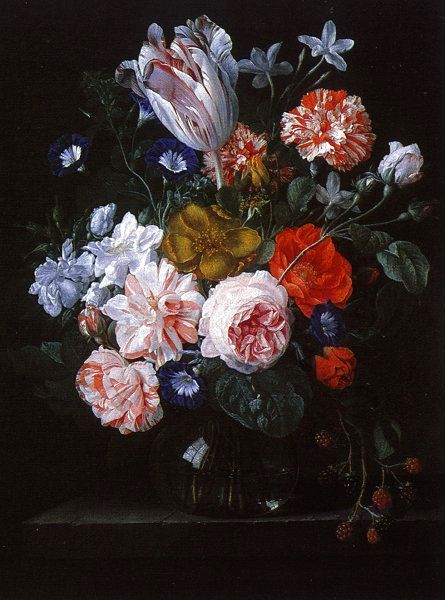
Nicolaes van Verendael

De aankomst van een vracht tulpenbollen in 1562 in Antwerpen betekende het begin van de Europese tulpenteelt.De tulp werd voor het eerst in Nederland geïntroduceerd in 1571. Carolus Clusius legde de basis van de bollenteelt in Nederland door de veredeling van de tulp en de introductie van de narcis, iris en andere bolgewassen. Tijdens de tulpomanie in 1636 tot 1637 werden er fortuinen besteed voor de aankoop van tulpenbollen. Ook was er tussen 1720 en 1736 een levendige handel in hyacintenbollen.

### België
Omstreeks 1750 kwam in België de bloementeelt op vooral door toedoen van Willem Lefeber, die in de negentiende eeuw belangrijk werd uitgebreid. Terwijl Louis Van Houtte als pionier voor azalea’s, camelia’s en begonia’s in en om Gentbrugge aanzien wordt, geldt Adolphe Papeleu als de grondlegger van de boomkwekerij rond Wetteren.

### Nederland
In Nederland komt pas in de tweede helft van de 20ᵉ eeuw in de omgeving van Aalsmeer de bloementeelt tot ontwikkeling met het telen van violieren, gevolgd door de teelt van pelargoniums en rozen. De eerste rozenkas werd in 1896 gebouwd. Vanaf 1890 worden ook seringen getrokken en wordt begonnen met de teelt van chrysanten. Na de Eerste Wereldoorlog tot de crisisjaren breidde de bloementeelt zich sterk uit om daarna weer in te zakken. Na de Tweede Wereldoorlog groeit de bloementeelt slechts langzaam. Dit was een gevolg van het feit dat er een teeltbeheersing was en voor het telen van bloemen een teeltvergunning nodig was. In 1967 hadden meer dan 17000 telers zo’n vergunning, maar het grootste deel van de telers had maar een kleine oppervlakte. Vanaf 1967 is de teeltbeheersing opgeheven en schakelden in de loop van de tijd veel groentetelers over op de teelt van siergewassen (zie tabel). Nederland is hierdoor een belangrijk land voor de sierteelt geworden en is nu de grootste exporteur van snijbloemen. Snijbloemen van over de hele wereld worden in Nederland over de veiling verhandeld. In Nederland vindt door veredelingsbedrijven ook de meeste veredeling plaats en is hierdoor in de wereld de grootste aanmelder van nieuwe rassen.

## Teelt
De sierteelt kan onderverdeeld worden in de teelt van:
- Bloemkwekerijgewassen;
  - Snijbloemen, zoals chrysant, roos en pioenroos;
  - Potplanten, zoals Kaaps viooltje en cyclaam;
  - Perkplanten, zoals viooltje en petunia;
  - Vaste planten, zoals hortensia en gewone margriet;
- Bollen, zoals tulp, hyacint en narcis;
- Knolgewassen, zoals Dahlia;
- Boomkwekerijgewassen;
  - Houtige gewassen, zoals forsythia, sering en esdoorn;
- soms wordt ook de graszodenteelt hiertoe gerekend.

### Uitgangsmateriaal
Bij de vermeerdering van uitgangsmateriaal wordt zowel gebruikgemaakt van generatieve vermeerdering als vegetatieve vermeerderingsmethoden.
Alle kassnijbloemen worden vegetatief vermeerderd door stekken, weefselkweek. Perkplanten, zowel eenjarigen als tweejarigen, worden generatief vermeerderd. Er worden zowel gewone rassen als hybriden (viool) gebruikt.
Struiken worden meestal vermeerderd door stekken en laan- en straat- en parkbomen door enten op een onderstam. Het uitgangsmateriaal wordt gekeurd op rasechtheid en gezondheid door de Naktuinbouw.
Bij rassen met kwekersrecht mag niet iedereen deze zomaar vermeerderen, maar mag dat pas als een licentie van de kwekersrechthouder is verkregen.

### Groeiregulatie
Groeiregulatoren worden gebruikt om de lengte te beperken, de plant compacter te houden of voor de inductie van de bloei.
Groeilicht in de vorm van assimilatieverlichting wordt gebruikt om de productie en de kwaliteit van snijbloemen te verbeteren. Vooral bij de rozenteelt wordt hiervan op grote schaal gebruikgemaakt. De assimilatieverlichting vormt een van de grootste bronnen van lichtvervuiling. Het dag- en nachtritme van de natuur in de buurt van glastuinbouw raakt verstoord en ook is lichtvervuiling hinderlijk voor astronomische waarneming. De kassen moeten daarom wel afgeschermd worden om de lichtvervuiling in de nacht tegen te gaan. Tot nu toe worden echter veelal alleen de gevels afgeschermd. Bij chrysanten wordt korte dag belichting toegepast, dat wil zeggen dat bij dagen met een lange dag verduistering wordt gebruikt om de daglengte te verkorten, waardoor de plant met de bloemaanleg begint.

### Kweekareaal in Nederland
Bron: CBS
| Bloementeelt | Bloementeelt |
| Jaar         | Hectare      |
| ------------ | ------------ |
| 1939         | 1320         |
| 1946         | 1138         |
| 1950         | 2330         |
| 1956         | 1302         |
| 1962         | 1551         |

| Sierteelt onder glas | Sierteelt onder glas |
| Jaar                 | Hectare              |
| -------------------- | -------------------- |
| 1950                 | 283                  |
| 1955                 | 387                  |
| 1960                 | 498                  |
| 1965                 | 901                  |
| 1970                 | 1634                 |
| 1975                 | 3060                 |
| 1980                 | 4041                 |
| 1985                 | 4370                 |
| 1990                 | 5283                 |
| 1995                 | 5714                 |
| 2003                 | 6138                 |
| 2004                 | 6370                 |
| 2005                 | 6353                 |

| Bloemkwekerij vollegrond | Bloemkwekerij vollegrond |
| Jaar                     | Hectare                  |
| ------------------------ | ------------------------ |
| 1950                     | 870                      |
| 1955                     | 950                      |
| 1960                     | 980                      |
| 1965                     | 1032                     |
| 1970                     | 885                      |
| 1975                     | 1059                     |
| 1980                     | 1204                     |
| 1985                     | 1691                     |
| 1990                     | 2103                     |
| 1995                     | 2499                     |
| 2000                     | 2900                     |
| 2004                     | 2528                     |
| 2005                     | 2733                     |
| 2012                     | 2900                     |
| 2013                     | 2900                     |
| 2014                     | 2700                     |

## Handel
De afzet van snijbloemen en potplanten vindt voor het grootste gedeelte plaats via de bloemenveilingen. In Nederland zijn dat FloraHolland en Plantion. De meeste producten worden afgezet in Duitsland. Daarnaast gaan de producten de hele wereld over, waarbij het vervoer over grotere afstanden per vliegtuig gaat.